# Ratpenat groc de Kuhl
El ratpenat groc de Kuhl (Scotophilus kuhlii) viu a Bangladesh, l'Índia, Indonèsia, Malàisia, el Pakistan, les Filipines, Sri Lanka i Taiwan.